# 辛阿救
辛阿救（1886年3月—1928年8月），臺灣臺北知名的廟宇石匠，籍貫福建惠安湖埭頭村，祖籍福建晉江（今晉江市羅山街道）。當代人又稱其為辛救或為救司，有時又被寫為辛亞救，以善刻廟宇龍柱聞名的石雕頭手司傅，日治時期初期從福建來到臺灣工作。新竹城隍廟三川殿後檐口龍柱（1924）、八里天后宮三川殿前檐口龍柱（1927）都可見到「台北人辛阿救彫」的石雕落款。最為後人津津樂道的是他曾與名匠張火廣在八里天后宮拼對場。

## 生平
1886年3月生於福建惠安湖埭頭村，辛氏為村內大姓，佔全村人口三分之二以上。自古村民即以打石為業。
1919年同鄉的大木匠師王益順應邀來臺重修艋舺龍山寺時，自家鄉惠安邀請多位木匠、石匠與泥匠一起前來工作。因聞辛阿救擅長雕刻龍柱，乃敦聘辛阿救與辛金賜為龍山寺正殿雕刻龍柱。辛阿救所雕的蟠龍八角柱，柱身包含人物及水族，龍身翻轉及腳爪之架勢頗具特色，為後人所不能及。
1928年8月辛阿救逝於台北新莊。

## 主要作品
1915年雕作苗栗獅頭山勸化堂正殿龍柱
1919年雕作台北萬華龍山寺龍柱（二次大戰燒毀）、竹南中港慈裕宮。 
1921年雕作台中豐原慈濟宮。 
1922年雕作新竹北埔姜氏家廟。 
1923年根據龍柱風格研判雕作台北劍潭古寺， 
1924年雕作、後龍慈雲宮、新竹城隍廟三川後檐龍柱、臺中林氏宗廟三川後檐龍柱；根據龍柱風格研判雕作桃園南崁五福宮。 
1925年根據龍柱風格研判雕作桃園景福宮、北斗二林仁和宮（今彰化縣二林鎮）、臺南西螺（今雲林縣西螺鎮）崇遠堂。 
1926年雕作八里天后宮三川前檐龍柱（與張火廣對場作）
1927年根據龍柱風格研判雕作中和福和宮。

## 家庭
辛阿救為辛阿老之次子，辛家三代包括父親辛阿老（1840～1906）、兄長辛阿水（1870～1914）皆為石匠。研判其父辛阿老於清同治年間即來台修建北埔慈天宮，後並定居於此，辛阿水和辛阿救也於日治時期初期來臺工作。 辛阿水為日本崇正會創始人邱進福(辛姜錦塐)之父。
辛阿救娶妻林新妹，長子辛火炎（1912～1949）也承其衣缽為石雕的頭手司傅。辛火炎娶妻陳蕉妹，卒於花蓮，得年37歲 。